# Hahnova–Banachova věta
Hahnova–Banachova věta je věta z funkcionální analýzy, která tvrdí, že za jistých podmínek lze lineární funkcionál definovaný na nějakém podprostoru rozšířit na celý prostor tak, že se přitom nezmění jeho norma. Větu uveřejnili Hans Hahn a Stefan Banach koncem 20. let 20. století.
Existuje celá řada vzájemně více či méně ekvivalentních formulací této věty či jejích blízkých důsledků, které se často označují rovněž jako Hahnova–Banachova věta. Zde uvádíme formulaci, kterou použil Walter Rudin v knize Analýza v reálném a komplexním oboru:

Nechť {\displaystyle M} je podprostor normovaného lineárního prostoru {\displaystyle X} a {\displaystyle f} je omezený lineární funkcionál na {\displaystyle M}. Potom existuje omezený lineární funkcionál {\displaystyle F} na prostoru {\displaystyle X}, který je rozšířením {\displaystyle f} a platí {\displaystyle \|f\|=\|F\|}.

Slovo rozšíření zde znamená, že {\displaystyle M} patří do definičního oboru funkcionálu {\displaystyle F} a oba funkcionály se na tomto podprostoru rovnají. Norma funkcionálu {\displaystyle \|f\|} se definuje jako supremum podílu {\displaystyle |f(x)|/\|x\|} přes všechny nenulové body {\displaystyle x} definičního oboru. Hahnova–Banachova věta v této formulaci nevyžaduje, aby podprostor {\displaystyle M} byl uzavřený, a platí bez ohledu na to, zda použité skaláry jsou reálná čísla či komplexní čísla.